# Грей (окръг, Тексас)
Вижте пояснителната страница за други населени места с името Грей.
Окръг Грей (на английски: Gray County) е окръг в щата Тексас, Съединени американски щати. Площта му е 2406 km², а населението - 22 744 души (2000). Административен център е град Пампа.